# 1093
| [ Edytuj tabelę ]          |                                                                                        |
| Książę Polski              | - 1079 Władysław I Herman 1102                                                         |
| Król Angkoru               | - 1080 Dżajawarman VI 1107                                                             |
| Król Anglii                | - 1087 Wilhelm II Rudy 1100                                                            |
| Król Aragonii i Nawarry    | - 1063 Sancho Ramírez 1094                                                             |
| Hrabia Barcelony           | - 1076 Berengar Rajmund II 1097 - 1082 Rajmund Berengar III Wielki 1131                |
| Książę Bawarii             | - 1077 Henryk VIII 1096                                                                |
| Książę Burgundii           | - 1079 Odo I 1102                                                                      |
| Cesarz Bizancjum           | - 1081 Aleksy I Komnen 1118                                                            |
| Cesarz Chin                | - 1085 Song Zhezong 1100                                                               |
| Książę Czech               | - 1092 Brzetysław II 1100                                                              |
| Król Danii                 | - 1086 Olaf I Głód 1095                                                                |
| Władca Egiptu              | - 1036 Al-Mustansir 1094                                                               |
| Król Francji               | - 1060 Filip I 1108                                                                    |
| Król Gruzji                | - 1089 Dawid IV Budowniczy 1125                                                        |
| Hrabia Holandii            | - 1091 Floris II Gruby 1121                                                            |
| Cesarz Japonii             | - 1086 Horikawa 1107                                                                   |
| Kalif                      | - 1075 Al-Muktadi 1094                                                                 |
| Król Kastylii              | - 1072 Alfons VI 1109                                                                  |
| Wielki książę Kijowa       | - 1078 Wsiewołod I 1093 - 1093 Światopełk II Michał 1113                               |
| Patriarcha Konstantynopola | - 1084 Mikołaj III Gramatyk 1111                                                       |
| Władca Korei               | - 1083 Sŏnjong 1094                                                                    |
| Władca Maroka              | - 1070 Jusuf ibn Taszfin 1106                                                          |
| Król Norwegii              | - 1066 Olaf III Pokojowy 1093 - 1093 Haakon Magnusson 1095 - 1093 Magnus III Bosy 1103 |
| Książę Obodrzyców          | - 1066 Krut 1093 - 1093 Henryk Gotszalkowic 1127                                       |
| Hrabia Palatynatu          | - 1085 Henryk II z Laach 1095                                                          |
| Papież                     | - 1084 Klemens III (antypapież) 1100 - 1088 Urban II 1099                              |
| Hrabia Portugalii          | - 1093 Henryk Burgundzki 1112                                                          |
| Sułtan Rumu                | - 1092 Kilidż Arslan I 1107                                                            |
| Cesarz rzymski (niemiecki) | - 1084 Henryk IV 1105                                                                  |
| Książę Saksonii            | - 1072 Magnus 1106                                                                     |
| Sułtan Seldżuków           | - 1092 Mahmud I 1094 - 1092 Barkijaruk 1104                                            |
| Król Szkocji               | - 1058 Malcolm III 1093 - 1093 Donald III 1097                                         |
| Król Szwecji               | - 1083 Inge I Starszy 1110                                                             |
| Doża Wenecji               | - 1084 Vitale Faliero 1096                                                             |
| Król Węgier                | - 1077 Władysław I Święty 1095                                                         |

Rok 1093 / MXCIII
stulecia: X wiek ~
XI wiek ~
XII wiek

lata: 1083 «
1088 «
1089 «
1090 «
1091 «
1092 «
1093
» 1094
» 1095
» 1096
» 1097
» 1098
» 1103

## Wydarzenia w Polsce
- Najazd Brzetysława II, księcia czeskiego na Śląsk, ziemia kłodzka z powrotem przyłączona została do Czech.
- Bitwa pod Wrocławiem Zbigniewa przeciw ojcu Władysławowi Hermanowi i Palatynowi Sieciechowi.

## Wydarzenia na świecie
- 8 kwietnia – została poświęcona katedra w Winchesterze.
- Konrad, syn Henryka IV przeszedł do opozycyjnej partii papieskiej.
- Anzelm Kantuareński został arcybiskupem Canterbury.

## Zmarli
- 29 sierpnia – Hugo I, książę Burgundii (ur. ok. 1057)
- 22 września - Olaf III Pokojowy, król Norwegii (ur. ok. 1050)
- 16 listopada – Małgorzata Szkocka, królowa Szkocji, święta katolicka (ur. ok. 1045)